# Darren Garforth
Darren James Garforth (Coventry, 9 aprile 1966) è un ex rugbista a 15 internazionale per l'Inghilterra, già pilone del Leicester per 13 stagioni; dopo il ritiro dal rugby giocato è stato allenatore e gestisce l'attività di famiglia, la Garforth Scaffolding Ltd, impresa di ponteggi edili.

## Biografia
Avvicinatosi al rugby quasi per caso (giocava a calcio a Coventry, e decise di disputare un incontro di rugby solo per far numero, in quanto la squadra non aveva abbastanza uomini), Garforth iniziò la carriera dilettantistica in una squadra della sua città, i Coventry Saracens, poi passò al Nuneaton nel 1988 e di lì, nel 1991, al Leicester, con il quale passò professionista nel 1996; formò una prima linea molto prestante ed efficace insieme al suo collega di ruolo Graham Rowntree e al tallonatore Richard Cockerill.
Nel 1997 esordì in Nazionale e fece pure parte della squadra che prese parte alla Coppa del Mondo di rugby 1999, anche se all'epoca il tecnico Clive Woodward gli preferiva nel ruolo Phil Vickery: disputò il suo ultimo incontro internazionale nel Sei Nazioni 2000, a Roma contro l'Italia, e declinò l'offerta di andare in tour nel 2001 in Nord America.
Lasciò il Leicester nel 2003 dopo tredici stagioni e più di 200 incontri di Lega (il primo inglese a superare tale soglia), circa la metà dei quali, 112, nell'èra professionistica, quattro titoli di campione inglese e due titoli di campione d'Europa.
Tornò alla sua prima squadra, il Nuneaton, per il quale per due stagioni tenne il ruolo di giocatore-allenatore; dopo un periodo di ulteriori due anni al Kenilworth (Coventry) dal 2008 è tornato al Nuneaton.
Insieme a suo fratello Joe fondò a Coventry nel 1991 la Garforth Scaffolding, impresa di ponteggi, della quale è amministratore.

## Palmarès
- Premiership: 4
Leicester: 1998-99, 1999-2000, 2000-01, 2001-02
- Coppe Anglo-Gallesi: 1
Leicester: 1996-97
- Heineken Cup: 2
Leicester: 2000-01, 2001-02